# Pet Sounds
Pet Sounds – album studyjny amerykańskiej grupy The Beach Boys. Znalazł się na pierwszym miejscu wielu list najlepszych albumów wszech czasów, m.in. tych sporządzonych przez czasopisma „NME”, „The Times” i „Mojo”.
Album został sklasyfikowany na 2. miejscu listy 500 albumów wszech czasów dwutygodnika „Rolling Stone” (2003). Według Acclaimedmusic.net jest to najbardziej uznany przez krytyków album wszech czasów. Pet Sounds była jedną z najważniejszych płyt koncepcyjnych obok Are You Experienced Jimiego Hendriksa i Sgt. Pepper’s Lonely Hearts Club Band The Beatles.
Album jest niezwykle urozmaicony brzmieniowo: oprócz gitar wykorzystano m.in. instrumenty smyczkowe, rozmaite instrumenty klawiszowe (w tym klawesyn), dzwonki rowerowe, flety, theremin, puszki po napoju Coca-Cola czy odgłosy szczekających psów.
Gatunki muzyczne, do których zaliczano album, to m.in.: pop, baroque/chamber pop, psychodelia, art rock.
Paul McCartney wzmiankował album jako inspirację przy nagrywaniu płyty Sgt. Pepper’s Lonely Hearts Club Band. Swoje uznanie dla Pet Sounds wyrażali także, m.in.: Eric Clapton, Elton John i George Martin.

## Lista utworów
Piosenki, przy których nie zaznaczono autorstwa, napisali Brian Wilson i Tony Asher.
| 1.  | „Wouldn’t It Be Nice” (Wilson, Asher, Mike Love)                  | 2:22  |
|     |                                                                   |       |
| 2.  | „You Still Believe in Me”                                         | 2:30  |
|     |                                                                   |       |
| 3.  | „That’s Not Me”                                                   | 2:27  |
|     |                                                                   |       |
| 4.  | „Don’t Talk (Put Your Head on My Shoulder)”                       | 2:51  |
|     |                                                                   |       |
| 5.  | „I’m Waiting for the Day” (Wilson, Love)                          | 3:03  |
|     |                                                                   |       |
| 6.  | „Let’s Go Away for Awhile” (Wilson)                               | 2:18  |
|     |                                                                   |       |
| 7.  | „Sloop John B” (tradycyjna indiańska piosenka; aranżacja: Wilson) | 2:56  |
|     |                                                                   |       |
| 8.  | „God Only Knows”                                                  | 2:49  |
|     |                                                                   |       |
| 9.  | „I Know There’s an Answer” (Wilson, Terry Sachen, Love)           | 3:08  |
|     |                                                                   |       |
| 10. | „Here Today”                                                      | 2:52  |
|     |                                                                   |       |
| 11. | „I Just Wasn’t Made for These Times”                              | 3:11  |
|     |                                                                   |       |
| 12. | „Pet Sounds” (Wilson)                                             | 2:20  |
|     |                                                                   |       |
| 13. | „Caroline No”                                                     | 2:52  |
|     |                                                                   |       |
|     |                                                                   | 35:39 |
|     |                                                                   |       |